# 권경언
권경언(權慶彦, 1941년 3월 18일 ~ 2022년 12월 4일)은 대한민국의 바둑 기사 겸 작가이다.

## 약력
임실 출신으로 1966년 제2회 동양3국바둑대회 한국 대표로 출전했고, 프로 바둑에 입단했다. 1969년부터 1971년까지 3회 연속 명인전 본선에 진출했다. 1983년 5단을 거쳐 1996년 1월에 6단으로 승단했다. 2003년 제37기 패왕전 본선과 2004년 제1기 전자랜드배 왕중왕전 봉황부 16강에 올랐다. 1975년부터 경향신문에 관전기의 국기전, SK가스배 신예프로10걸전의 2개의 기전을 집필했으며, 1995년 바둑문화상 공로상을 수상했다. 2021년 프로기사직에서 은퇴했다.

## 저서
- 《한국바둑인물사》, 한국기원, 1995.
- 《현대포석》, 한국기원, 1996.
- 《직장인 바둑기보 》, 내외경제신문, 1997.
- 《이야기현현기경 - 상》, 한국기원, 1999.
- 《이야기현현기경 - 하》, 한국기원, 2000.